# NGC 6744
NGC 6744 ist eine Balken-Spiralgalaxie vom Hubble-Typ SBbc im Sternbild Pfau. NGC 6744 hat eine Helligkeit von 8,3 mag und eine Winkelausdehnung von 20,1 × 12,9 Bogenminuten. Damit gehört sie zu den scheinbar hellsten und größten Galaxien unseres Nachthimmels. Sie ist etwa 33 Millionen Lichtjahre von der Milchstraße entfernt und hat einen Durchmesser von fast 150'000 Lichtjahren. 
Die Galaxie besitzt eine deutliche Spiralstruktur, und in ihrem Zentrum befindet sich ein schwach ausgeprägter Balken. Dieser besteht hauptsächlich aus alten Sternen, die gelblich leuchten. 
In den Spiralarmen sind rote Flecken erkennbar – Wolken aus Gas und Staub, in denen sich junge, massereiche Sterne befinden, die ein intensives ultraviolettes Licht aussenden. Diese Strahlung regt das Gas in der Umgebung der Sterne zum Leuchten an. Im optischen Spektralbereich verrät es sich vor allem durch das für Wasserstoff typische rötliche Licht der H-alpha-Spektrallinie.
NGC 6744 besitzt eine irreguläre Begleitgalaxie mit der Bezeichnung NGC 6744A (im Bild der kleine Fleck rechts unten).

Der schottische Astronom James Dunlop entdeckte NGC 6744 am 30. Juni 1826.

## Aufnahmen

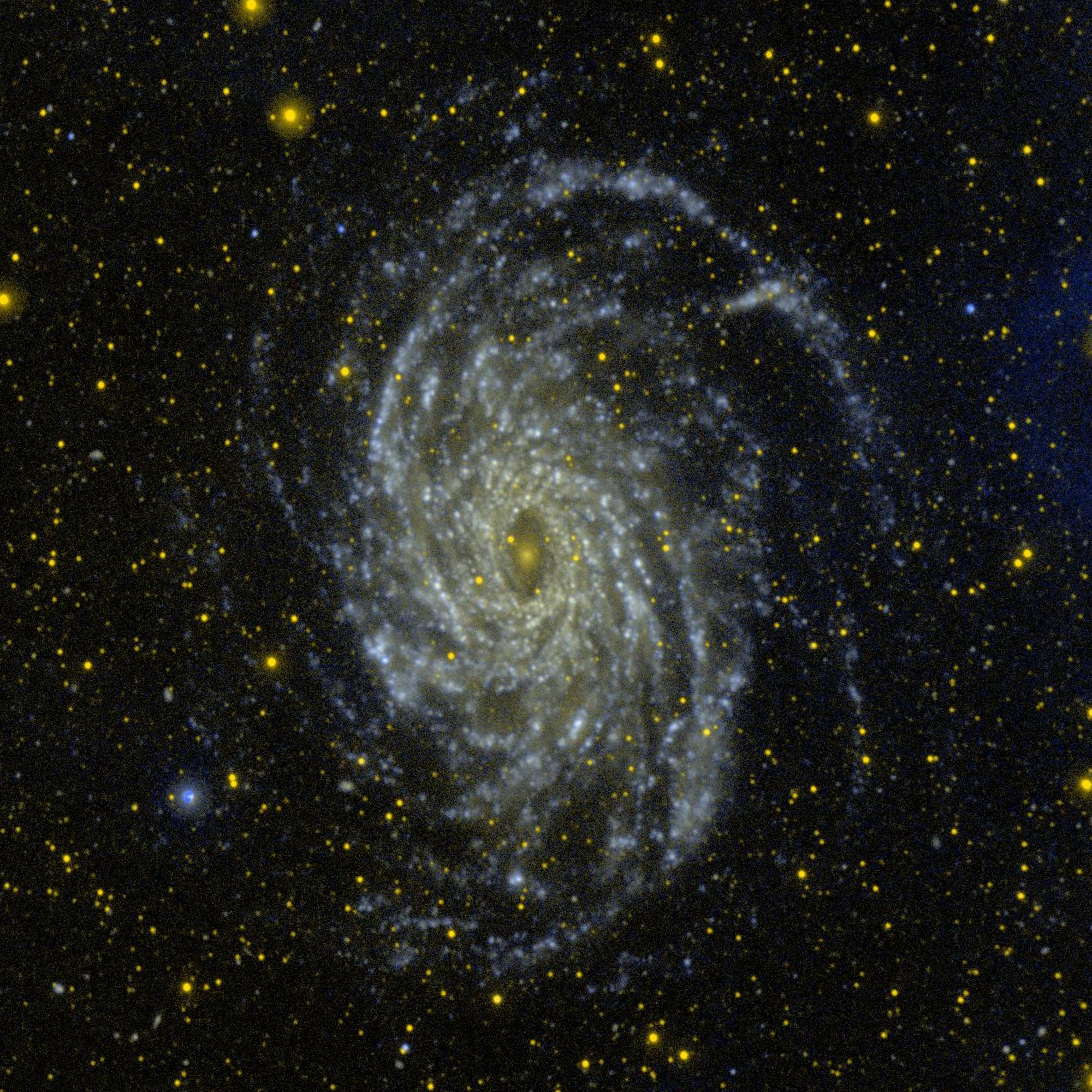
Ultraviolettaufnahme der Galaxie mittels GALEX
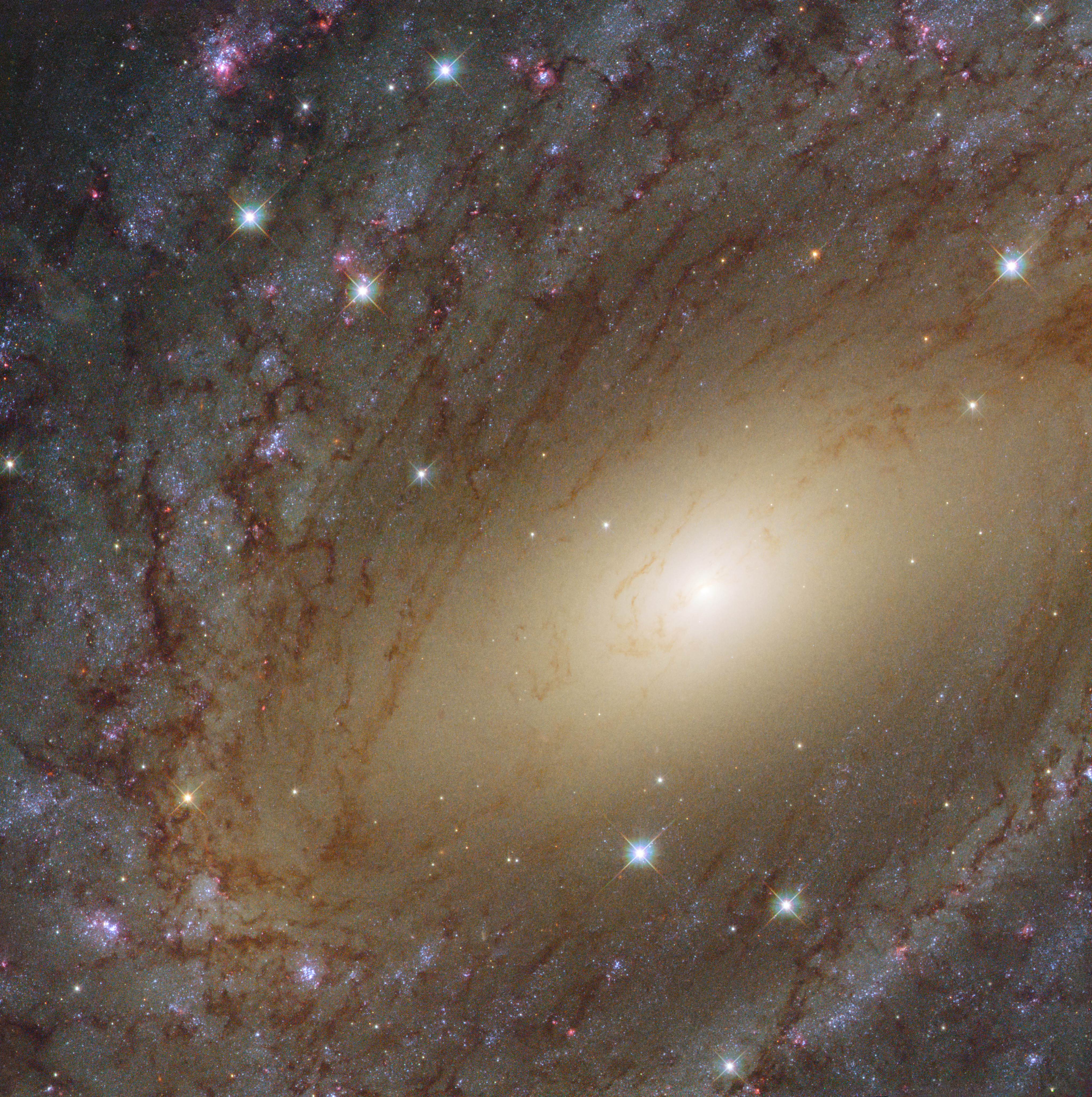
Hochaufgelöste Aufnahme des Hubble-Weltraumteleskops vom Zentralbereich der Galaxie
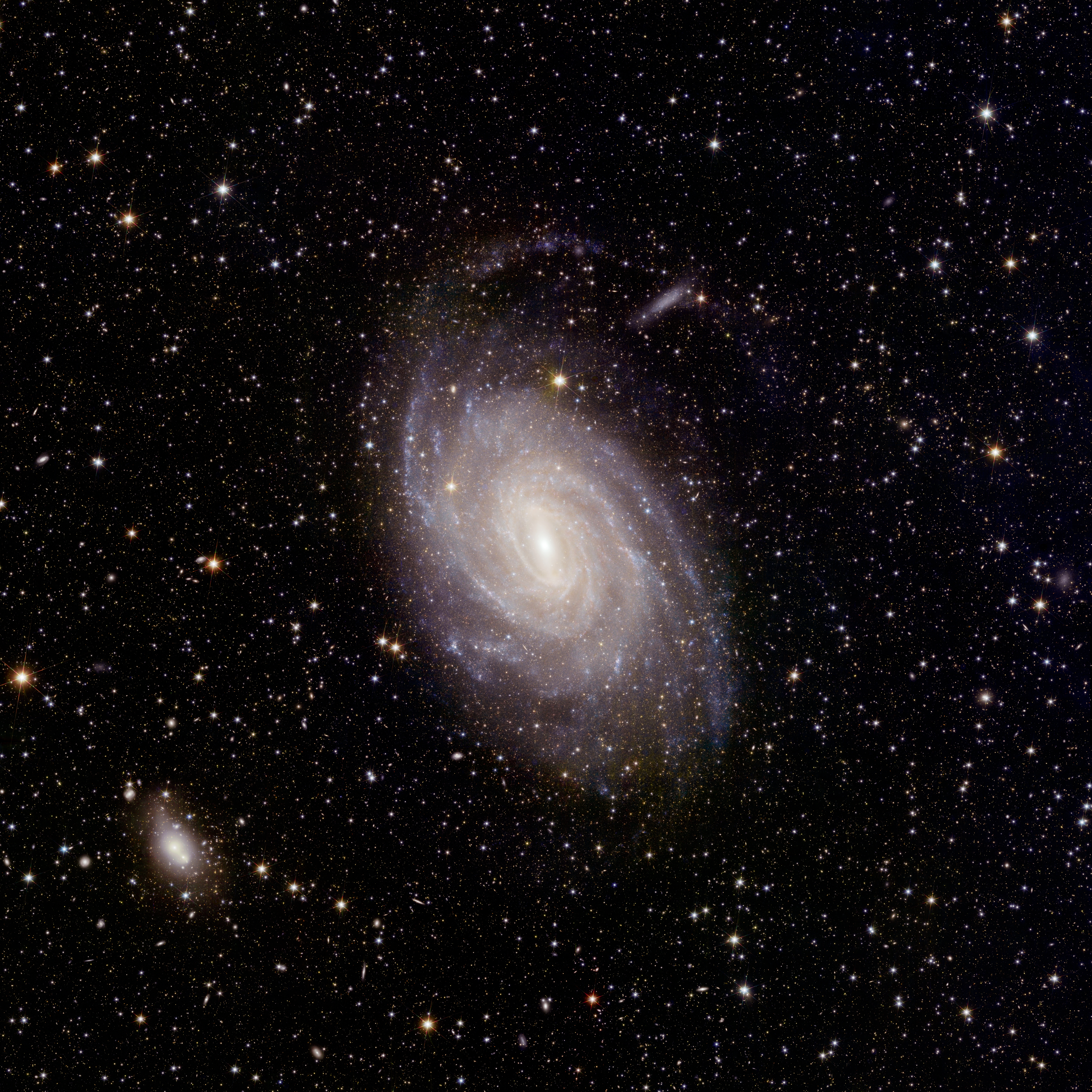
Aufnahme mittels Euclid